# Roger Benmebarek
Roger Benmebarek, né le 21 septembre 1930 à Constantine (Algérie) et mort le 18 juillet 2019, est un haut fonctionnaire français.
Il fut préfet de l'Aveyron à Rodez, de 1989 à 1991 puis le 3 janvier 1994, il devient préfet de la Lorraine, préfet de la Moselle, préfet de la Zone de Défense Est, jusqu'à sa retraite en septembre 1996.

## Famille
Roger Benmebarek est le fils d'Antoine Benmebarek, officier au 7e régiment de tirailleurs algériens, devenu administrateur des services civils en Algérie française et de Jane Said. Il est issu d'une famille catholique convertie par les Pères blancs. 
Antoine, né Ahmed ben Mebarek, le 4 avril 1897 dans le douar de Chott El Malah de la  Commune mixte des Rirha, et décédé le 18 janvier 1956 à Ménerville, est le  fils de Mebarek ben Mohammed, naturalisé français en avril 1917. Engagé volontaire en 1915 au 1er régiment mixte de zouaves et tirailleurs lors de la Première Guerre mondiale, il est blessé deux fois, en septembre 1917 à Bois-le-Prêtre par éclat de grenade et en avril 1918 à Verdun, intoxiqué par gaz ypérite. Il est cité à l'ordre du régiment et décoré de la Croix de Guerre avec étoile de bronze. Antoine était diplômé de l’École Nationale des Langues Orientales de Paris en langue berbère. Il est fait Chevalier de la Légion d'Honneur en 1936, alors qu'il est lieutenant au 7e régiment de tirailleurs algériens.
L'arrière grand-père paternel de Roger, soldat au 3e régiment de tirailleurs algériens, a reçu la Légion d'honneur en 1843, pour fait de guerre, et devint officier en 1855 durant le siège de Sébastopol pendant la guerre de Crimée. 
En 1966, Roger épouse Françoise Berthault. Ils ont trois enfants, Véronique, Christophe et Virginie, et quatre petits-enfants. 
Son fils, Christophe Barek-Deligny (1971-2010), capitaine au 3e régiment du génie, est tombé en service commandé le 22 mai 2010, en Afghanistan. Promu chef de bataillon à titre posthume, il était marié au lieutenant colonel Nathalie Barek-Deligny, médecin-chef du 3e régiment du génie,  et père de deux enfants. Le jeudi 8 décembre 2011, aux écoles de saint Cyr Coëtquidan, a eu lieu le baptême de promotion du 4e bataillon de l'École spéciale militaire de Saint-Cyr (ESM4).  Présidée par le général Bonnemaison commandant les écoles de saint Cyr Coëtquidan, la promotion 2011-2012 a reçu le nom de  « Chef de bataillon Barek-Deligny  »,.

## Formation
- Lycée d'Aumale à Constantine
- Lycée Bugeaud à Alger
- Études en Droit et en Sciences Politiques à Alger et Paris

## Mandats
- Administrateur des Services Civils d'Algérie
- Administrateur Civil au Ministère de l'Intérieur, membre de plusieurs cabinets ministériels gaullistes
- Chef de cabinet de Nafissa Sid Cara, première femme Ministre de la V° République  (1961-1962)
- Collaborateur de Raymond Triboulet, de Jean Sainteny et d'André Bord, dont il sera le Directeur de Cabinet pendant 12 ans
- Sous-Directeur de l'équipement de la Police Nationale, il modernise les moyens de la Police avec Gaston Defferre et Pierre Joxe (1980)
- Directeur de cabinet du préfet de la région Île-de-France, préfet de Paris (1986-1989)
- Préfet de l'Aveyron (1989-1991)
- Préfet de la région Lorraine, préfet de la Moselle (1993-1996)[8]

## Publications
- Article « Le général de Gaulle et les événements de mai 1945 dans le Constantinois »  dans De Gaulle et l'Algérie 1943-1969, Armand Colin, 2012
- Article « Nafissa Sid Cara, première musulmane au gouvernement de la République », Cahier de la Mémoire, n°3, 2010
- Article « Au contact des populations du bled algérien, les Sections Administratives Spécialisées (S.A.S)  »,  Mars 2012, site de la  fondation FM-GACMT

## Récompenses et distinctions

### Décorations
- Officier de la Légion d'honneur Il est fait chevalier le 31 janvier 1989, puis est promu officier le 13 juillet 2011[9].
- Commandeur de l'ordre national du Mérite Il est fait officier le 30 juin 1975, et est promu commandeur le 10 mai 1995[10].
- Commandeur de l'Ordre du Mérite de la république de Pologne